# Filtro bilateral

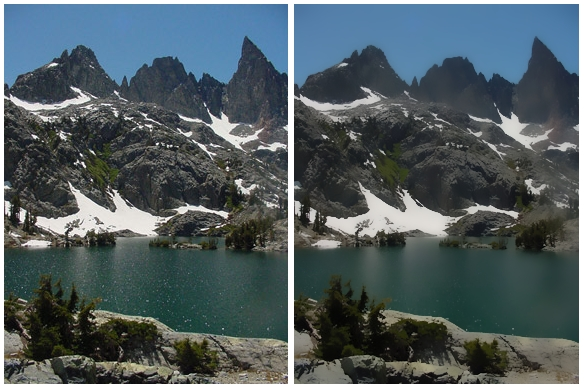
Filtro bilateral

El filtro bilateral es un filtro no lineal, preservador de bordes y de reducción de ruido para el suavizado de imágenes. El valor de intensidad en cada pixel de la imagen es reemplazado por una media ponderada de los valores de intensidad de los píxeles cercanos. Este peso se puede basar en una distribución de Gauss. Fundamentalmente, los pesos dependen no solo de la distancia euclidiana de píxeles, sino también en las diferencias radiométricas (por ejemplo, diferencias de rango, tales como la intensidad del color, distancia de profundidad, etc.). Esto preserva bordes afilados por bucle sistemáticamente a través de cada píxel y el ajuste de los pesos a los píxeles adyacentes en consecuencia. 
El filtro bilateral se define como
{\displaystyle I^{\text{filtered}}(x)={\frac {1}{W_{p}}}\sum _{x_{i}\in \Omega }I(x_{i})f_{r}(\|I(x_{i})-I(x)\|)g_{s}(\|x_{i}-x\|),}
donde el término normalización
{\displaystyle W_{p}=\sum _{x_{i}\in \Omega }{f_{r}(\|I(x_{i})-I(x)\|)g_{s}(\|x_{i}-x\|)}}
asegura que el filtro conserva la energía de la imagen y
- {\displaystyle I^{\text{filtered}}} es la imagen filtrada;
- {\displaystyle I} es la imagen de entrada original para ser filtrada;
- {\displaystyle x} son las coordenadas del pixel corriente a filtrar;
- {\displaystyle \Omega } se centra en la ventana {\displaystyle x};
- {\displaystyle f_{r}} es el núcleo gama para suavizar las diferencias en las intensidades. Esta función puede ser una función gaussiana;
- {\displaystyle g_{s}} es el núcleo espacial para suavizar las diferencias de coordenadas. Esta función puede ser una función gaussiana;

Como se mencionó anteriormente, el peso {\displaystyle W_{p}} i se asigna mediante la cercanía espacial y la diferencia de intensidad. Considere un píxel situado en {\displaystyle (i,j)} que necesita ser denoised en imagen con sus píxeles vecinos y uno de sus píxeles vecinos se encuentra en {\displaystyle (k,l)}. Entonces, el peso asignado por pixel {\displaystyle (k,l)} para eliminar el ruido del pixel {\displaystyle (i,j)} viene dada por:
{\displaystyle w(i,j,k,l)=e^{(-{\frac {(i-k)^{2}+(j-l)^{2}}{2\sigma _{d}^{2}}}-{\frac {\|I(i,j)-I(k,l)\|^{2}}{2\sigma _{r}^{2}}})}}
donde σd y σr está suavizando parámetros y I(i, j) y I(k, l) son la intensidad de píxeles{\displaystyle (i,j)} y {\displaystyle (k,l)} respectivamente.
Después de calcular los pesos, normalizarlos. 
{\displaystyle I_{D}(i,j)={\frac {\sum _{k,l}{I(k,l)*w(i,j,k,l)}}{\sum _{k,l}{w(i,j,k,l)}}}}
donde {\displaystyle I_{D}} es la intensidad sin ruido de píxeles {\displaystyle (i,j)}.

## Parámetros
- Como σr aumenta el parámetro de rango de, el filtro bilateral se acerca gradualmente convolución gaussiana más de cerca debido a que el rango de Gauss se ensancha y aplana, lo que significa que se vuelve casi constante durante el intervalo de intensidad de la imagen.
- Al aumentar el espacio de parámetros σd, las características más grandes quedan suavizados.

## Limitaciones
El filtro bilateral en su forma directa puede introducir varios tipos de artefactos de la imagen:
- Efecto Escalera - mesetas intensidad que conducen a las imágenes que aparecen como los dibujos animados
- Reversión de degradado - introducción de bordes falsos en la imagen

Existen varias extensiones para el filtro que se ocupan de estos artefactos. Filtros alternativos, como el  filtro guiada , también han sido propuestos como una alternativa eficiente sin estas limitaciones.

## Implementaciones
Adobe Photoshop implementa un filtro bilateral en su herramienta de  desenfoque superficie . GIMP implementa un filtro bilateral en sus Filtros -> Herramientas de la falta de definición; y se llama Selective Gaussian Blur ".

## Modelos relacionados
El filtro bilateral ha demostrado ser una aplicación del kernel de tiempo corto del flujo de Beltrami

ver también